# Il bacio del sole (Don Vesuvio)
Il bacio del sole (Don Vesuvio) è un film del 1958 diretto da Siro Marcellini.

## Trama
Napoli, nei primi anni dopo la Seconda guerra mondiale numerosissimi ragazzi vivono di espedienti nella totale illegalità. Un sacerdote, Don Mario Borrelli, chiede e ottiene dal vescovo di potersi mescolare a loro, in anonimato, per poterli aiutare. La sua forte personalità lo porta dominare la scena e diventa per tutti "Vesuvio".
In poco tempo riesce a conquistarsi la fiducia di tutti. Ai suoi superiori però la situazione non piace e gli impongono di presentarsi per quello che è: alcuni ragazzi si allontanano, altri, nonostante la diffidenza, lo seguono. Nasce così la casa dello scugnizzo: tra mille problemi di denaro e di aiutanti il sacerdote supera situazioni molto difficili fino a quando, dopo una corposa donazione, il centro è vittima di un furto da parte dei ragazzi che si erano allontanati. L'impresa porta alla morte di un ragazzino, il trauma porterà a una riunificazione del gruppo e a una riappacificazione generale.